# Michael Pretorius
Ne doit pas être confondu avec Michael Praetorius.
Pour les articles homonymes, voir Pretorius.
Michael Pretorius (né le 4 octobre 1995 à Windhoek) est un coureur cycliste namibien. Durant sa carrière, il participe à des compétitions sur route et en VTT,.

## Palmarès et résultats

### Palmarès sur route
- 2012
  - 3e de la Nedbank Cycle Classic
- 2013
  - 2e du championnat de Namibie sur route juniors
  - 3e du championnat de Namibie du contre-la-montre juniors
- 2014
  - 3e du championnat de Namibie sur route espoirs
- 2015
  - 2e du championnat de Namibie sur route espoirs
  - 2e du championnat de Namibie du contre-la-montre espoirs
  - 3e du championnat de Namibie sur route
- 2016
  -  Champion de Namibie du contre-la-montre espoirs

### Classements mondiaux
| Année           | 2015 |
| --------------- | ---- |
| UCI Africa Tour | 99e  |

### Palmarès en VTT
- 2012
  -  Champion de Namibie de cross-country juniors
- 2013
  - 2e du championnat de Namibie de cross-country juniors
- 2016
  - 2e du championnat de Namibie de cross-country espoirs